# Fumaria flabellata
Fumaria flabellata är en vallmoväxtart som beskrevs av Gasparr.. Fumaria flabellata ingår i släktet jordrökar, och familjen vallmoväxter. Inga underarter finns listade i Catalogue of Life.